# Dezideriu Szilagy
Dezideriu Szilagy (n. 11 februarie 1928, Ardud -- 2010) a fost un demnitar comunist român de origine maghiară, membru al Partidului Comunist din România din mai 1945. Dezideriu Szilagy a fost de profesie jurnalist și deputat în Marea Adunare Națională în sesiunile din perioada 1980 - 1989. 

## Studii
- Școala profesională comercială din Satu Mare (1942–1946)
- Gimnaziul comercial din Satu-Mare (1946–1948)
- Cursul de un an pentru ziariști de pe lângă Direcția Superioară Politică a Armatei (1951)
- Școala Superioară de Partid „Ștefan Gheorghiu“